# Епархия Цируанумандиди
 Епархия Цируанумандиди (лат. Dioecesis Tsiroanomandidyensis) — епархия Римско-Католической церкви с центром в городе Цируанумандиди, Мадагаскар. Епархия Цируанумандиди входит в митрополию Антананариву.

## История
13 января 1949 года Римский папа Пий XII выпустил буллу Ad Christi regnum, которой учредил апостольскую префектуру Цируанумандиди, выделив её из апостольского викариата Миаринариву (сегодня — Епархия Миаринариву).
11 декабря 1958 года Римский папа Иоанн XXIII выпустил буллу Qui benignissima, которой преобразовал апостольскую префектуру Цируанумандиди в епархию.

## Ординарии епархии
- епископ Анхель Мартинес Вивас (14 января 1949 — 30 июля 1977);
- епископ Жан-Самуэль Раубелина (27 апреля 1978 — 30 июня 2001);
- епископ Густаво Бомбин Эспино (4 октября 2003 — настоящее время).

## Источник
- Annuario Pontificio, Ватикан, 2007
- Булла Ad Christi regnum, AAS 41 (1949), стр. 214  (лат.)
- Булла Qui benignissima, AAS 51 (1959), стр. 449  (лат.)